# 日本資本主義論争
日本資本主義論争（にほんしほんしゅぎろんそう）とは、1933年頃から1937年頃まで行われたマルクス主義に立つ歴史家・経済学者の論争のこと。広義には1927年頃から1932年頃まで日本共産党と労農派の間で行われた日本民主革命論争を含めていうこともある。日本の資本主義の性格について、講座派と労農派の間で激しく論戦が交わされた。いわゆる時代区分論の一つである。

## 概要
マルクス主義には「原始社会→奴隷制→封建主義→資本主義→社会主義」という歴史発展五段階の法則があり、1930年代当時の日本が資本主義の段階にあると言えるか否かをめぐって行われたマルクス主義者たちの論争である。この日本資本主義論争は『日本資本主義発達史講座』（1932年5月から1933年8月）の刊行を機に起こった。
労農派は明治維新を不徹底ながらブルジョア革命と見なし、維新後の日本を封建遺制が残るものの近代資本主義国家であると規定し、したがって社会主義革命を行うことが可能と主張したが、共産党系の講座派は、それに反対して半封建主義的な絶対主義天皇制の支配を強調して、ブルジョア民主主義革命から社会主義革命への転化を主張した（「二段階革命論」）。この論争を日本資本主義論争と呼ぶ。
この論争によって、近代日本の本質規定をめぐって史実の掘り起こしが深まり、封建論争、地代論争、新地主論争、マニュファクチュア論争、民法典論争本質論論争などの多くの小論争を引き起こした。
講座派は、野呂栄太郎「日本資本主義発達史」などにより、資本主義の前近代性を明らかにし、二段階革命論を唱えた。このことは、コミンテルンの27年テーゼ、32年テーゼの位置付けにおいても重要な役割を果たした。
これに対し、労農派が批判を加え、議論は農業問題などに深化していった。
1936年の「コム・アカデミー事件」で講座派が壊滅状態になり、ついで1937年から38年の人民戦線事件で労農派が一斉検挙を受けると、議論も不可能となり、論争は終焉を迎えた。
戦後はGHQによって行われた農地改革の評価をめぐって論争が再開され、地主的土地所有がこれによって解体されたかが議論された。
日本資本主義論争は独自の近代化を遂げた日本社会の発展史をマルクス・レーニン主義のモデルにあてはまるかどうかに焦点が当てられたイデオロギー論争であったから、マルクス主義そのものの権威が失墜するとともに無意味な論争とみなされるようになり、顧みられることが少なくなった。
この論争は共産党系と非共産党系の対立という要素があったので批判のための批判で終わることも多かったが、欧米諸国とは異なる条件で行われた日本の近代社会発展をめぐる様々な問題への知的関心がこの論争によって引き起こされた。

### 影響
日本資本主義の前近代性を主張する講座派の理論は、大塚久雄を中心とした「大塚史学」にも影響を与えたとされる。また第二次世界大戦後も、日本を「対米従属と大企業・財界の横暴な支配」と認識して当面の「民主主義革命」が必要とする日本共産党系と、日本は既に帝国主義国家であると認識してそれを打倒すべきとする勢力（社会党左派、新左翼など）の、理論や活動の相違に影響を与えた。全体として講座派の潮流は、戦前・戦後を通じて民主主義革命→社会主義革命という2段階革命を主張し、労農派の流れを汲む潮流は、直ちに社会主義革命を主張するという特徴があったといえよう。

## 文献
- 野呂栄太郎1930『日本資本主義発達史』
- 山田盛太郎 『日本資本主義分析』　岩波書店、1934年　岩波文庫、1977年ほか
  - 論争の焦点のひとつとなった講座派経済学者の主著。
- 向坂逸郎　『日本資本主義の諸問題』　育生社、1937年　社会主義協会出版局、1976年ほか
  - 労農派の立場を代表する著作。
- 小山弘健（編） 『日本資本主義論争史』（上・下） 青木文庫、1953年
  - 講座派の立場に立ったものであるが、戦前・戦後を網羅した通史として評価は高い。
- 小島恒久『日本資本主義論争史』　ありえす書房　1976年
  - 労農派の立場から論争史をまとめたもの。戦後の構造改革論争までを概観。
- 長岡新吉 『日本資本主義論争の群像』 ミネルヴァ書房、1984年
  - 論争の展開を追うだけでなく、論争に参加した人物のエピソードや当時の社会的背景にも言及した「論争の社会史」とも言うべき著作。
- 青木孝平（編） 『天皇制国家の透視；日本資本主義論争I』 〈「思想の海へ[解放と変革]」第29巻〉 社会評論社、1990年
- 河西勝（編） 『世界農業問題の構造化；日本資本主義論争II』 〈同上第30巻〉 社会評論社、1990年
  - 論争のアンソロジーとしては比較的新しいものの1つ。Iでは国家論を、IIでは地代論を中心に扱う。
- 栗原百寿1951『現代日本農業論』
- 小池基之1957『地主制の研究』．